# Европейский квартал (Брюссель)
Европе́йский кварта́л (фр. Quartier européen, нидерл. Europese wijk, англ. European Quarter) — неофициальное название квартала в Брюсселе, где расположена основная часть брюссельских офисов Евросоюза. Находится в треугольнике между Брюссельским парком, Парком Пятидесятилетия и Леопольд-Парком.

## История

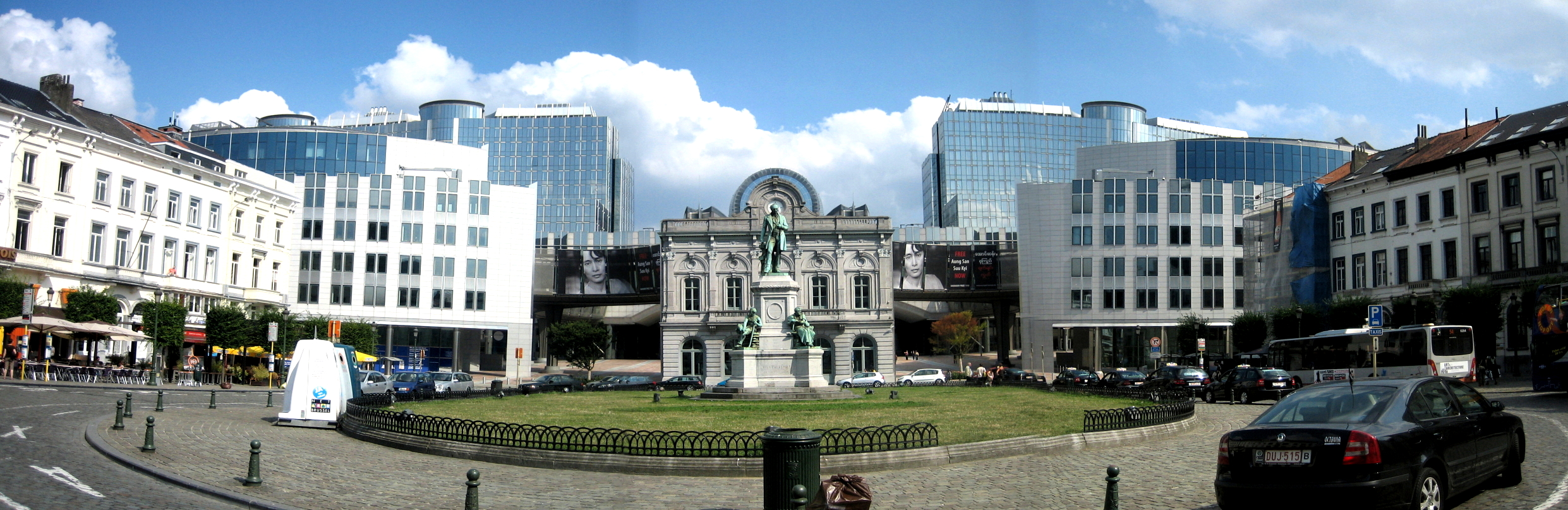
Панорама площади Люксембург

Значительна часть современного Европейского квартала была известна в прошлом как квартал Леопольд и представляла собой жилой район города. Однако превращение квартала в офисный началось ещё с 1958 года, после Всемирной вставки, когда сюда стали перемещаться офисы компаний и банков, а следом за ними — европейских правительственных структур. Значительная часть исторических зданий была заменена на современные офисные. Стройка велась без какого-либо генерального плана, поэтому многие здания были возведены частным компаниями в местах, где иначе они не были бы построены. С другой стороны, власти Брюсселя предпринимали усилия для закрепления за городом статуса европейской столицы, а потому предприняли значительные инвестиции в инфраструктуру квартала. Со временем, однако, государство взяло управление строительством в свои руки, заменив хаотичное развитие планомерным и приняв генеральный план развития.

## Здания
Здание Еврокомиссии и Совета Европы находятся на улице Луа, недалеко от площади Шуман и одноимённой железнодорожной станции. Европейский парламент расположен в Леопольд-Парке на площади Люксембург, рядом с железнодорожным вокзалом «Брюссель-Люксембург».

## Мнения о Европейском квартале
Землепользование в квартале подвергается критике с разных сторон. Например, бывший председатель Еврокомиссии Романо Проди называет квартал административным гетто, изолированным от остального города
Архитектор Бенуа Мориц считает, что ещё с середины XIX века район представляет собой элитный анклав в окружении гораздо более бедных районов, как в слаборазвитых странах. Тем не менее, архитектор признаёт, что за последние десятилетия властями были предприняты заметные усилия по сокращению диспропорции, по привлечению в районы бизнесов и девелоперов жилищного строительства.
Архитектор Рем Колхас полагает, что кварталу недостаёт визуального символа, который мог бы стать визитной карточкой Европы, подобного Колизею или Эйфелевой башне. Другие, как например Умберто Эко, считают, что Брюссель должен быть мягкой столицей, а не имперской столицей Европы.